# Jatipurno (plaats)
Jatipurno is een bestuurslaag in het regentschap Wonogiri van de provincie Midden-Java, Indonesië. Jatipurno telt 2627 inwoners (volkstelling 2010).